# Візенбург
Візенбург (нім. Wiesenburg) — громада в Німеччині, розташована в землі Бранденбург. Входить до складу району Потсдам-Міттельмарк.
Площа — 218,20 км2. Населення становить 4242 ос. (станом на 31 грудня 2020).

## Демографія
- Динаміка населення з 1875 року в сучасних кордонах (Синя лінія: населення; Пунктир: відносна порівняльна динаміка населення землі Бранденбург; Сірий фон: період Третього рейху; Помаранчевий фон: період НДР)
- Динаміка населення (синя лінія) і прогнози

| Рік  | Населення |
| ---- | --------- |
| 1875 | 5 868     |
| 1890 | 6 026     |
| 1910 | 6 084     |
| 1925 | 5 915     |
| 1939 | 5 845     |
| 1950 | 8 519     |
| 1964 | 7 146     |

| Рік  | Населення |
| ---- | --------- |
| 1971 | 6 691     |
| 1981 | 6 190     |
| 1985 | 6 071     |
| 1990 | 5 685     |
| 1995 | 5 594     |
| 2000 | 5 435     |
| 2005 | 5 181     |

| Рік  | Населення |
| ---- | --------- |
| 2010 | 4 708     |
| 2015 | 4 420     |
| 2016 | 4 302     |
| 2017 | 4 271     |
| 2018 | 4 295     |
| 2019 | 4 247     |
| 2020 | 4 242     |

Джерела даних вказані на Wikimedia Commons.

## Галерея

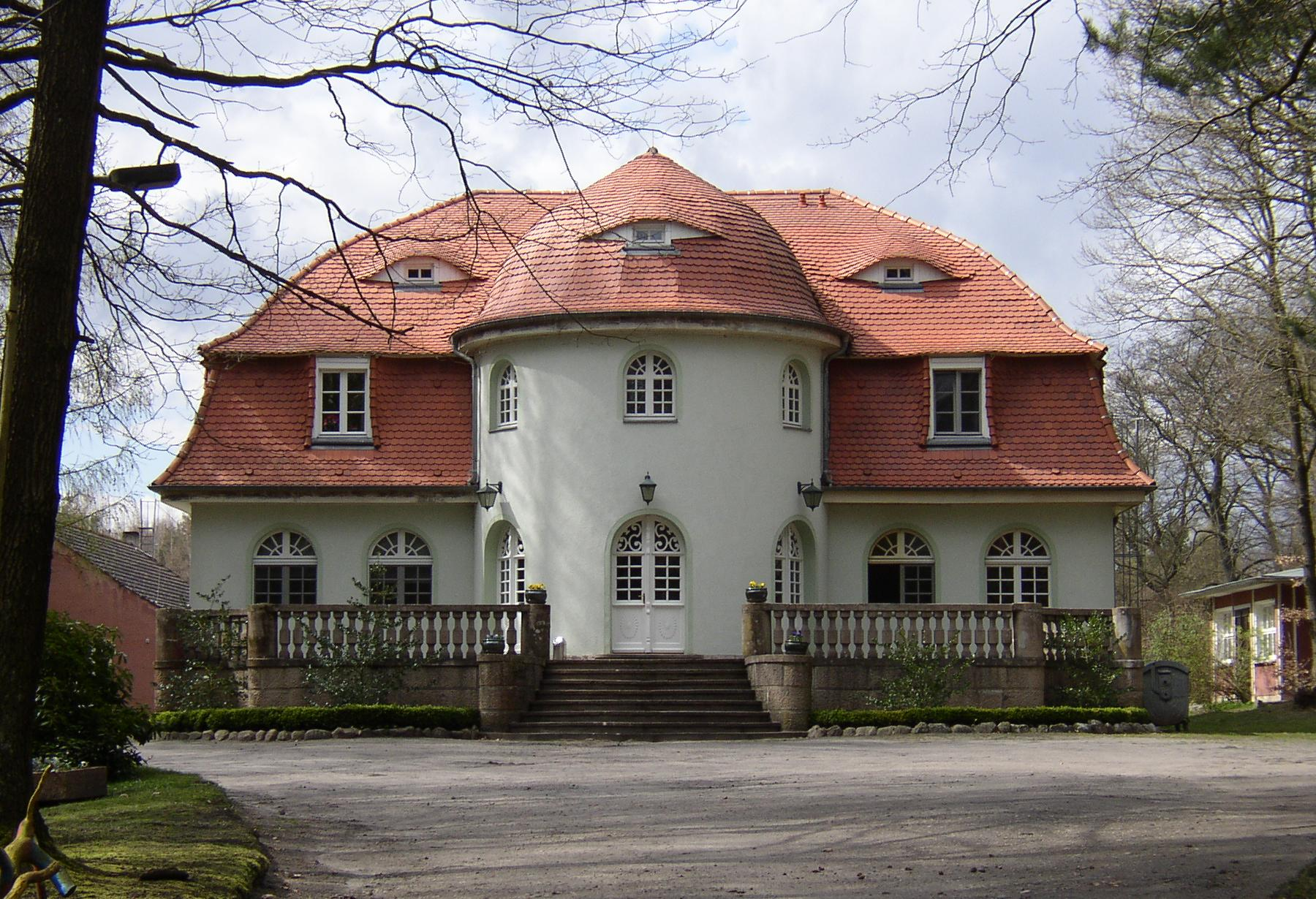
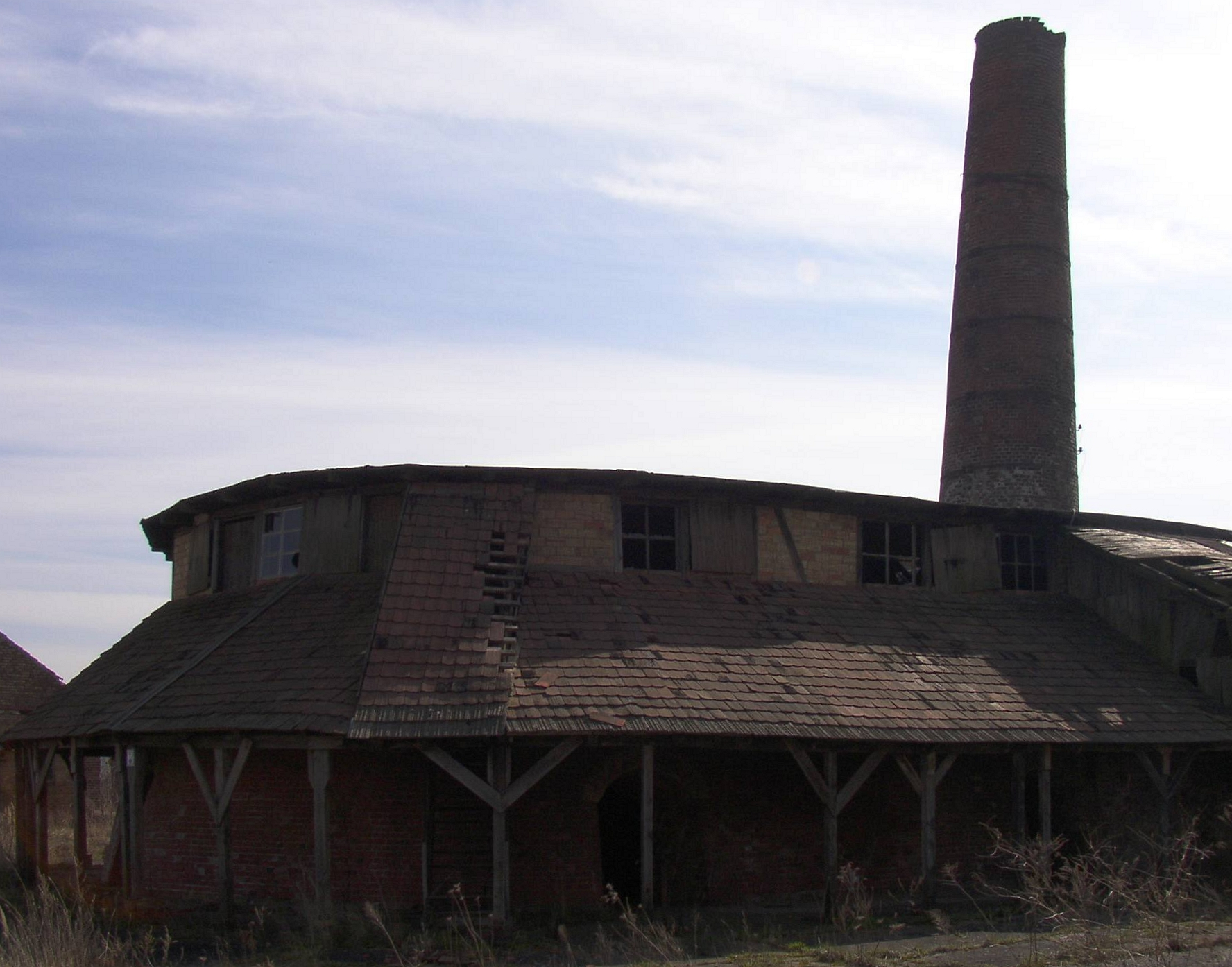
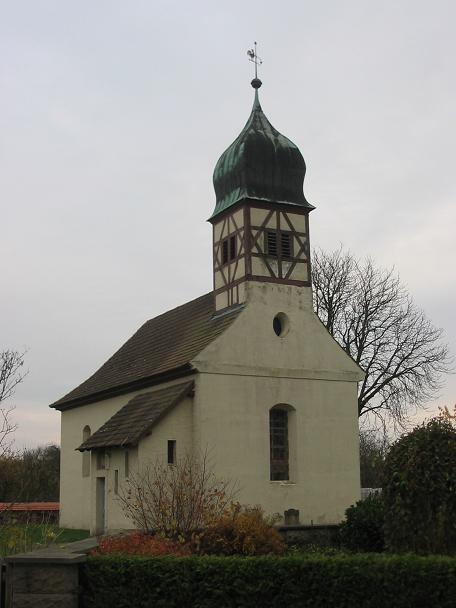
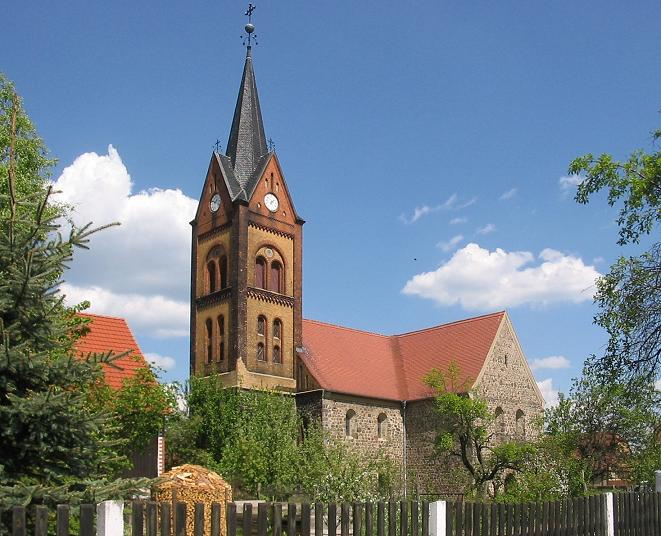
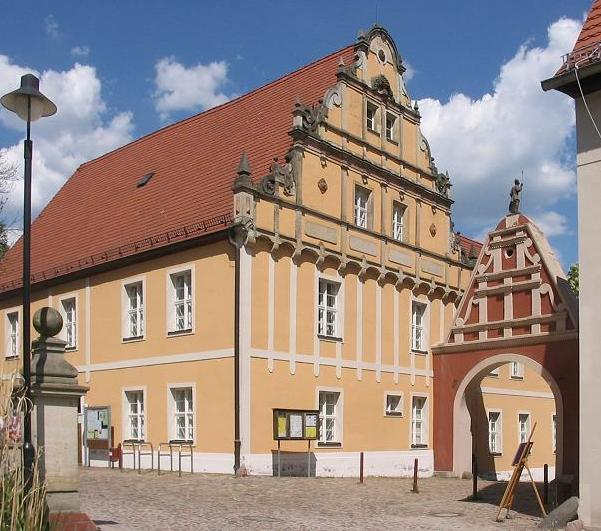
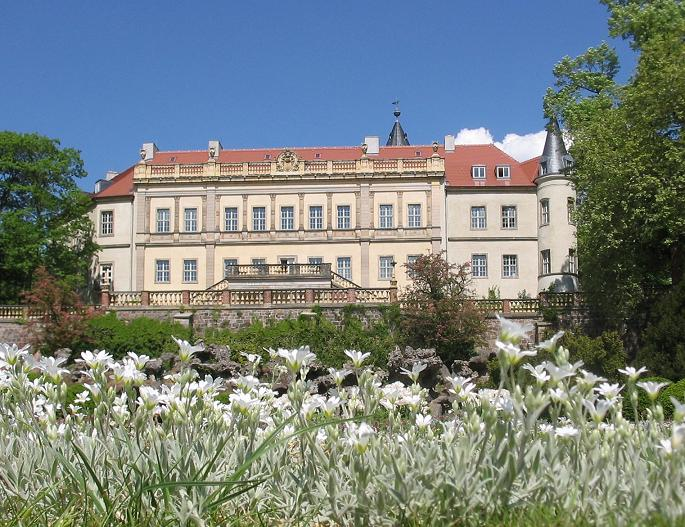